# حوضچه آرامش

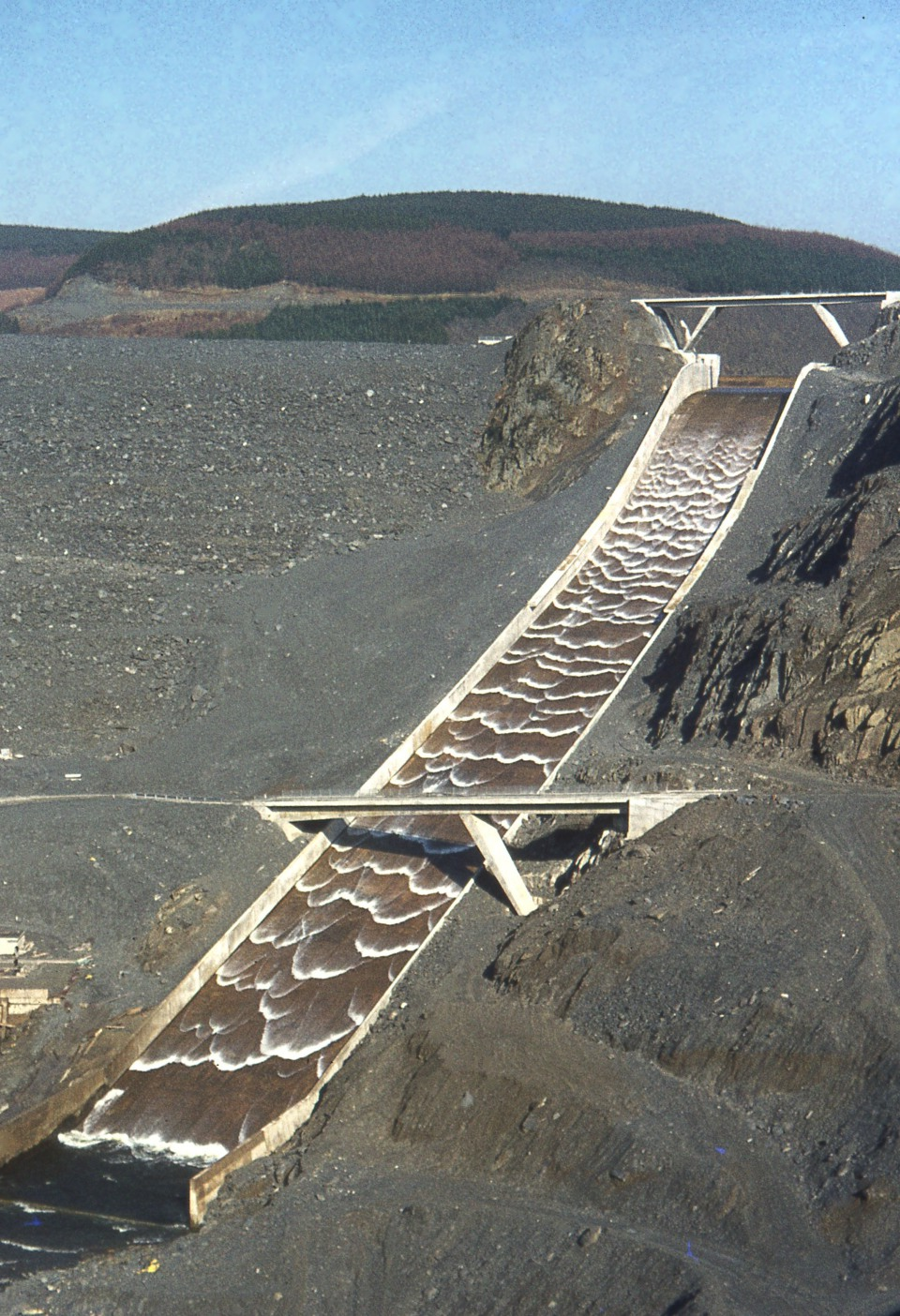
حوضچه آرامش سد للین بریان در ولز

حوضچه آرامش (به انگلیسی: Stilling basin) سازه‌ای است که برای اتلاف انرژی جریان در پایین‌دست سرریزها، تندآبها و پایانه‌ها احداث می‌شود. در اکثر حوضچه‌های آرامش برای اتلاف انرژی از پرش هیدرولیکی استفاده می‌شود. معمولاً کف حوضچه‌ها افقی است اما گاهی برای صرفه‌جویی در هزینه خاکبرداری کف آن را شیب‌دار می‌سازند. اغلب در ورودی حوضچه‌های آرامش یک ردیف بلوک تعبیه می‌کنند تا جریان را شیارشیار کنند. فاصله این بلوک‌ها را معمولاً با عرض آن‌ها برابر می‌گیرند. در انتهای حوضچه نیز معمولاً یک بلوک مثلثی یکپارچه یا دندانه‌دار قرار می‌دهند تا پرش هیدرولیکی را در حوضچه نگه دارد و طول لازم حوضچه را کوتاه‌تر نماید.

## جنس پوشش حوضچه
برای پوشش حوضچه، عیار بتن را زیاد می‌گیرند تا در اثر خوردگی مکانیکی و کاویتاسیون آسیب نبیند. در کف و دیوارهٔ حوضچه نباید بی‌نظمی وجود داشته باشد. اگر جنس بستر در پایین‌دست حوضچه سست باشد باید آن را خشکه‌چینی کرد.

### پرش هیدرولیکی
پرش هیدرولیکی، یکی از بدترین پدیده‌ها در جریان متغیر سریع است. این پدیده به عنوان مستهلک‌کننده انرژي در پایین دست سازه هاي هیدرولیکی میباشد.

### انواع حوضچه ارامش
حوضچه‌های آرامش انواع مختلفی دارند که از جمله آن‌ها می‌توان به حوضچه‌های آرامش استاندارد یا تیپ و حوضچه ارامش غیر استاندراد یا غیر تیپ اشاره کرد 

### اجزای حوضچه ارامش
عرض حوضچه ، رقوم کف ، طول حوضچه ، ارتفاع دیواره 
 عرض حوضچه: ابعاد پرشی تابعی از آن هستند .بطور کلی با افزایش طول حوضچه دبی در واحد عرض کمتر شده وگرداب‌های ایجاد شده پس از پرش از قدرت کمتری برخوردار هستند 
رقوم کف : از نظر هیدرولیکی با افزایش  عرض حوضچه و رقوم کف شرایط مساعد تر ی برای پرش ایجاد خواهد شد اما ملاحضات اقتصادی بعد از حد معینی مانع از افزایش ان خواهد شد 
طول حوضچه : این طول متناسب با  طول  پرش است و طول پرش نیز با عدد فرود تغییر میکندکه معمولاً طول حوضچه را بر حسب عمق ثانویه پرش هیدرولیکی بدست می اورند 
ارتفاع دیواره: باید طوری طراحی شود ک کل پرش را در بر گیرد 

### حوضچه استاندارد USBR تیپ
این حوضچه‌ها بر اساس عدد فرود طبقه‌بندی می‌شوند و ب دو صورت کلی هستند در این حوضچه‌ها ی که  دیوار انتهایی وجود ندارد یا دیوار انتهایی وجود دارد و تفاوت انها در نوع ، تعداد موانع و شکل آن هاست .

### حوضچه نوع اول
این حوضچه‌های برای عدد فرود بین 1 تا 2.5 طراحی می‌شود در این حوضچه برای استهلاک انرژی از مانع استفاده نمیشود پس هیچگونه کنترلی روی جریان‌ها نداریم بنابراین به ندرت ساخته می‌شود برای شیب شکن‌های قایم تا عمق 1.5 متر ممکن است از این حوضچه‌های استفاده شود .

### حوضچه نوع دوم
اگر جریان اب داردای عدد فرود 4.5 تا 9 باشد از حوضچه نوع دوم استفاده می‌شود . بشرط  آن که سرعت قبل از پرش بین 18.5 تا 30 متر بر ثانیه باشد  در این حوضچه جهت کنترل پرش هیدرولیکی در پایین دست  استفاده می‌شود . عمق اب در این حوضچه 5 درصد بیشتر از عمق ثانویه پرش هیدرولیکی در نظر گرفته می‌شود این حوضچه برای سدها تا ارتفاع 60 متری و دبی ویژه 46 متر  بر ثانیه مناسب است .

### حوضچه نوع سوم
این حوضچه زمانی که  سرعت جریان اب کمتر از 18.25 متر بر ثانیه و عدد فرود بین 4.5 تا 9 باشد مورد  استفاده قرار می‌گیرد در این حوضچه‌ها عمق آب با عمق ثانویه پرش برابر است ک از انها برای سریزهای کوتاه در کانال‌ها و در بندهای انحرافی استفاده می‌شود دبی ویژه کمتر از 18.6 متر بر ثانیه است .

### حوضچه نوع چهارم
اگر عدد فرود در  جریان بالا دست بین 2.5 تا  4.5 باشد از این حوضچه که فقط در مقاطع  مستطیلی قابل اجرا است استفاده می‌شود عمق پایاب در این حوضچه حدود 5 تا 10 درصد بیشتر از عمق ثانویه پرش انتخاب می‌شود طول پرش نیز در این حالت  برابر با طول پرش در  کف‌های افقی و بدون مانع در نظر گرفته می‌شود در نتیجه طول حوضچه برابر با طول پرش خواهد بود در حوضچه USBR نوع چهار  تعداد بلوک‌های پای تند اب نباید از 3 عدد کمتر باشد . همچنین میتوان برای کنترل بهتر روی پرش انهارا نازک تر ولی با تعدادی بیشتر انتخاب کرد این حوضچه‌ها برای سرریزهای کوچک در کانال‌هایی با دبی در واحد عرض  کم  و عدد فرود کم مناسب نیست و باید از حوضچه‌های جایگزین شونده استفاده کرد . 

### حوضچه نوع پنجم
تقریبا مشابه حوضچه نوع 2 است با این تفاوت ک درای کف شیبدار بوده و کابرد آن عمدتاً درد مواردی است که ایجاد نوع دوم و سوم به جهت حجم گود برداری اقتصادی نباشد 

### حوضچه نوع ششم
در این حوضچه به  جای پرش هیدرولیکی روش تصادم پراکنش انرژی انجام می‌شود  .
حوضچه آرامش غیر استاندارد یا غیر تیپ
 الف : حوضچه SAF
این حوضچه برای سازهای کوتاه شبکه ابیاری پیشنهاد شده و برای عدد فرود در دامنه 1.7 تا 17 که کانال آن درای مقطع مستطیلی است استفاده می‌شود دیواره آن ممکن است در دونوع واگرا یاموازی یافت شوند .حوضچه SAF شباهت زیادی ب حوضچه USBR  نوع سوم دارد با این تفاوت که ارزان تر است و از نظر سازه‌ای از حوضچه مشابه ضعیف تر بوده و ضریب اطمینان پایین تری را داراست  . 
 ب: حوضچه آرامش دو مرحله ای
تشکیل شده از دو حوضچه که بین آن‌ها سرریز قرار می‌گیرد معمولاً چون بیشتر انرژی مخرب رد حوضچه اول مستهلک می‌شود آن را بدون مانع طراحی می‌کنند این حوضچه زمانی به کار میرود ک برای از بین بردن انرژی مخرب لازم باشد رقوم بستر به اندازه قابل توجهی پایین برده می‌شود که از نظر اقتصادی در این مواقع  استفاده از حوضچه دو مرحله‌ای با طول بیشتر مرقون بصرفه تر است . 
موارد استفاده آن مواقعی  است که فونداسیون ، سنگی یا از جنس رس و ناپایدار باشد اساس کار در این حوضچه به این شکل است که ابتدا مقداری از انرژی توسط یک پرش در حوضچه اول مستهلک می‌شود  و از آن جا جریان به عمق پایاب میرسد. از آن ها  برای سازهای هیدرولیکی با ارتفاع زیاد استفاده می‌شود طول این نوع حوضچه معمولاً دو برابر حوضچه معمولی است .

### طراحی حوضچه آرامش
𝑉1∗=𝑞𝑌2cos𝜃 سرعت در ابتدا حوضچه                     
𝑌1∗=𝑞 𝑉1∗ عمق پرش هیدرولیکی در ابتدا حوضچه             
𝐹𝑅1=𝑉1∗√𝑔 عدد فرود ابتدای حوضچه              
𝑌2∗𝑌1∗=0∙5(√1+8(7∙76 )2−1) عمق پرش هیدرولیکی ثانویه
با توجه به شرط‌های زیر نوع حوضچه نوع حوضچه بدست می اید
𝑅1>4∙5 𝑎𝑛𝑑 𝑉1∗>18∙3𝑚𝑠 →

## نگارخانه

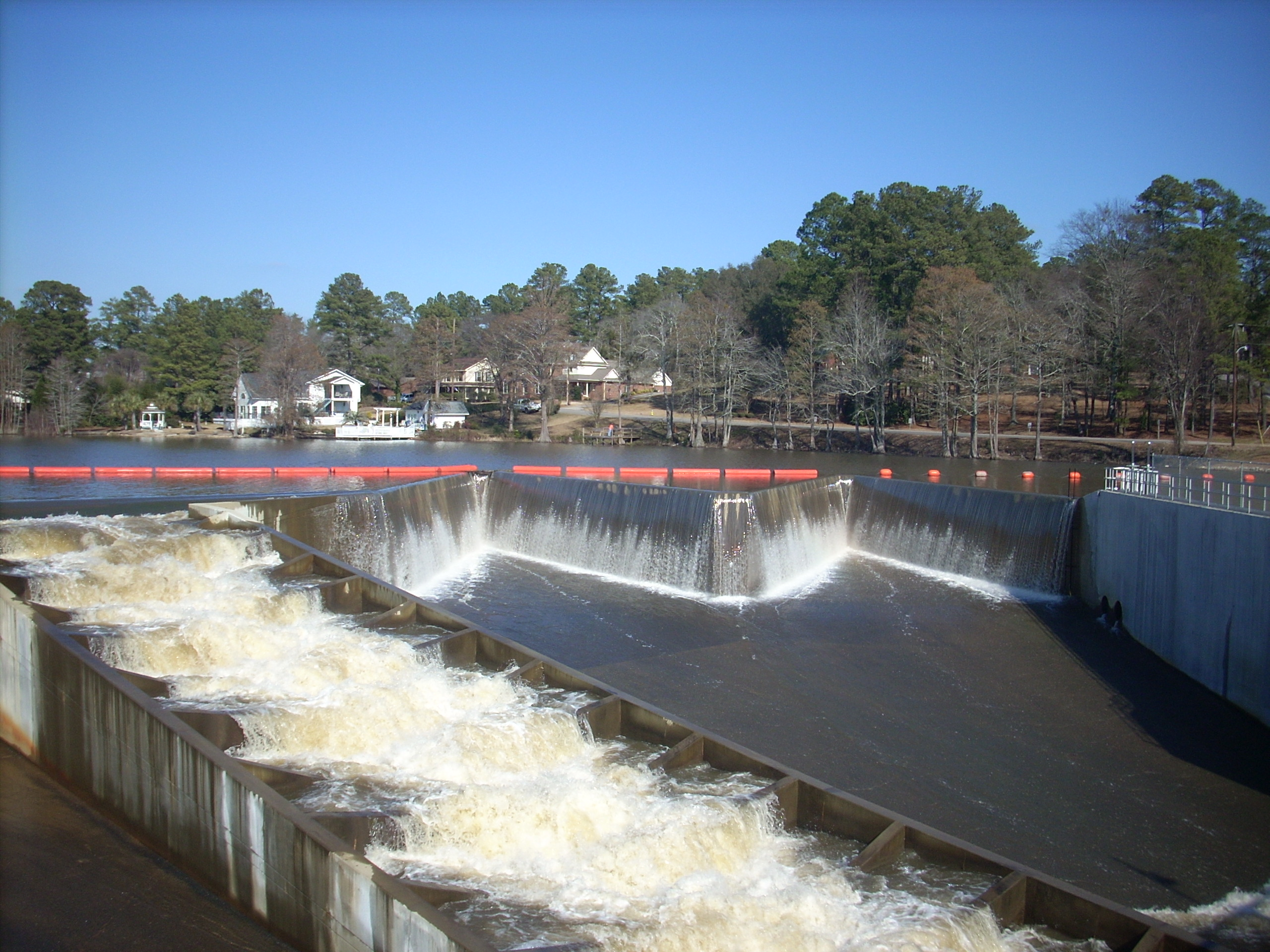
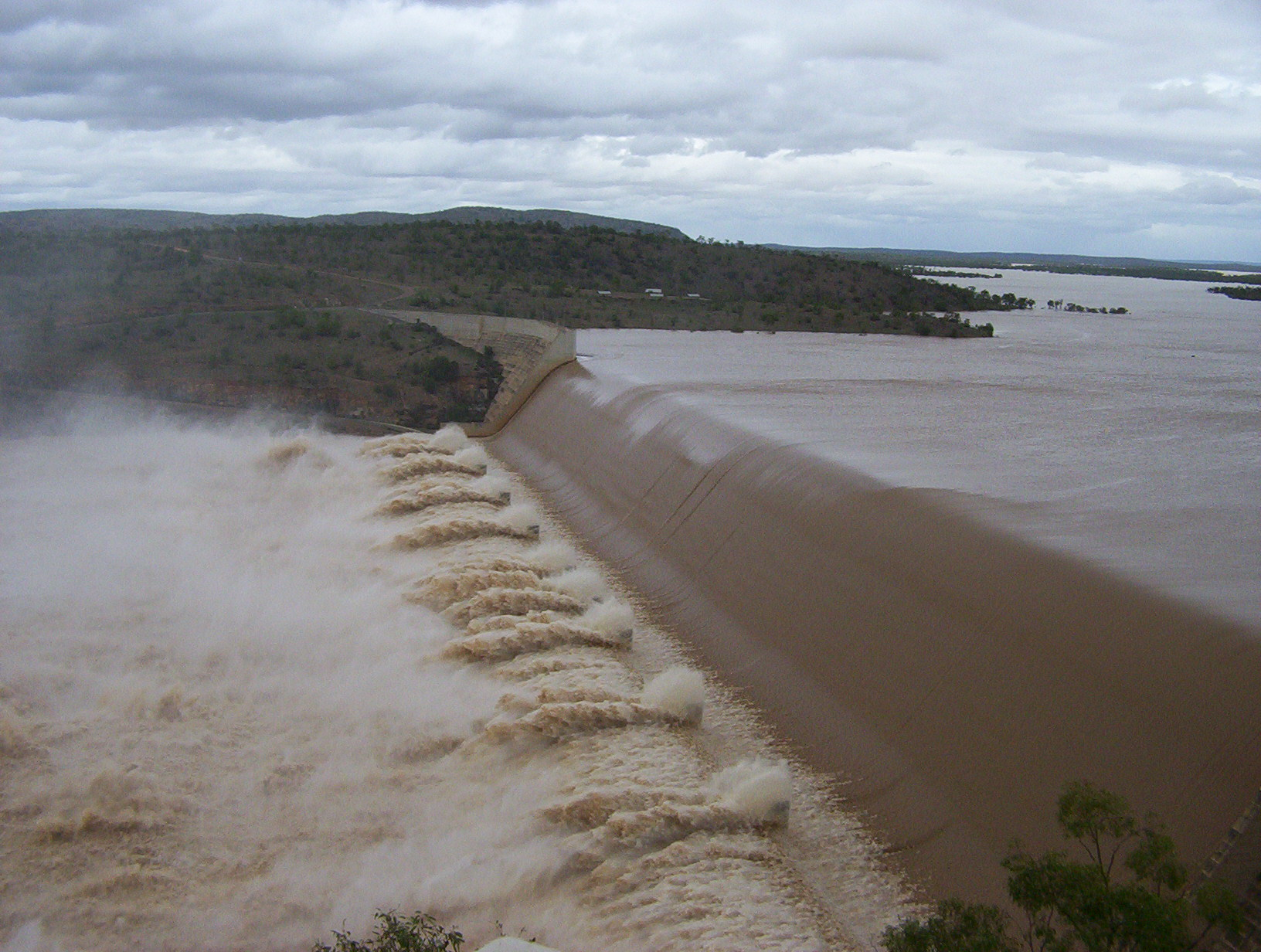
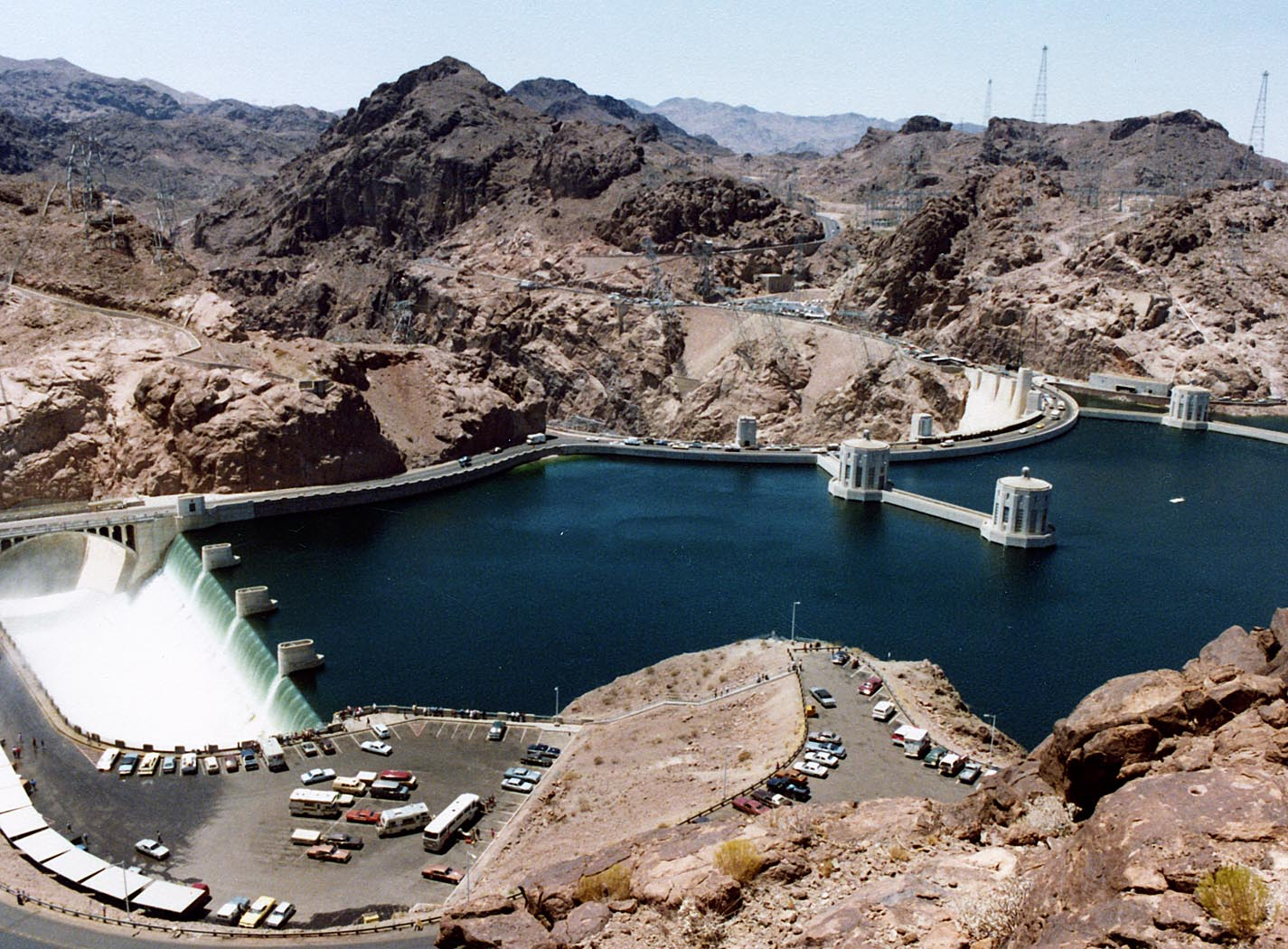
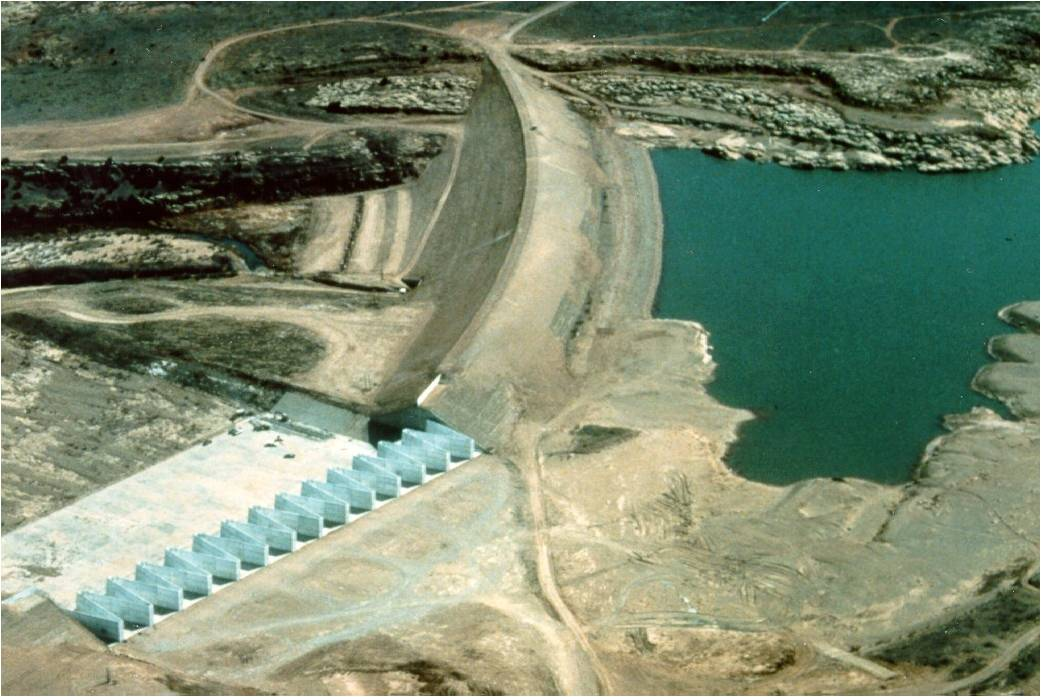
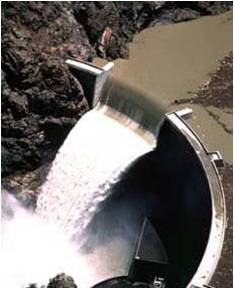
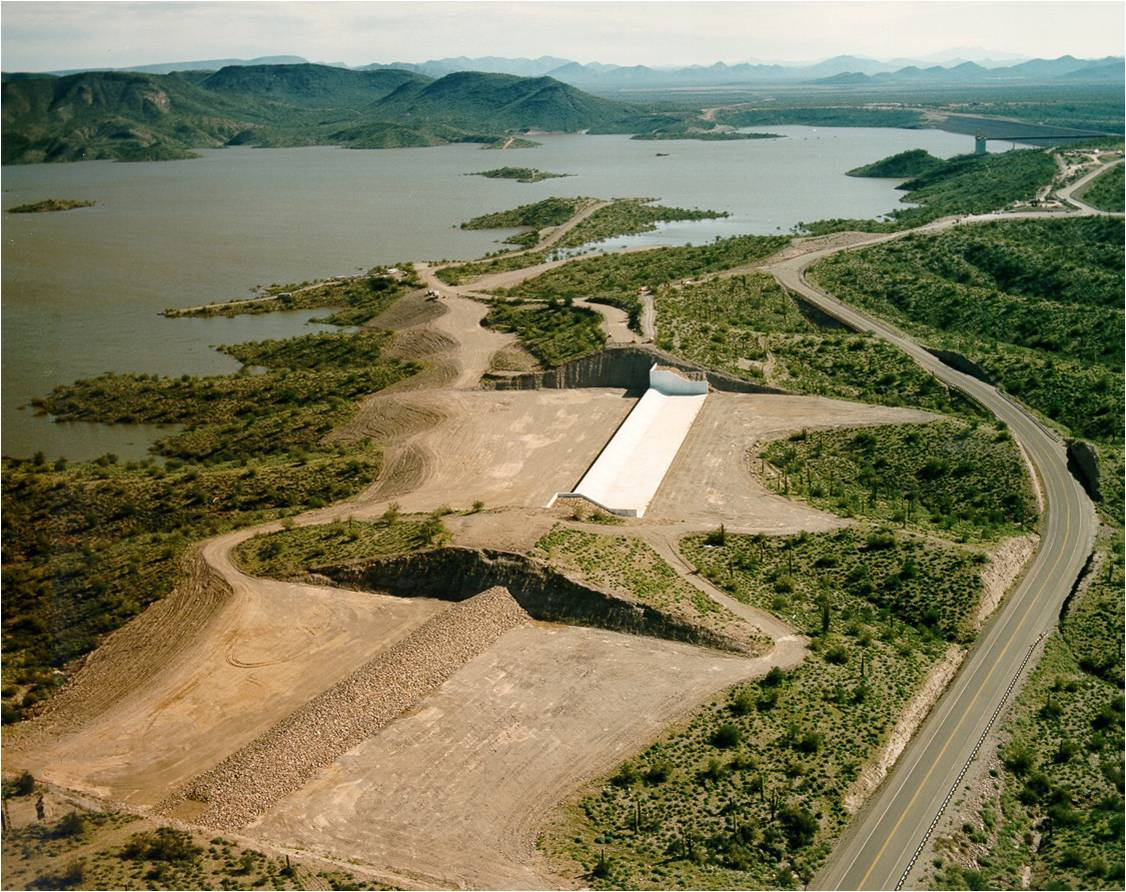
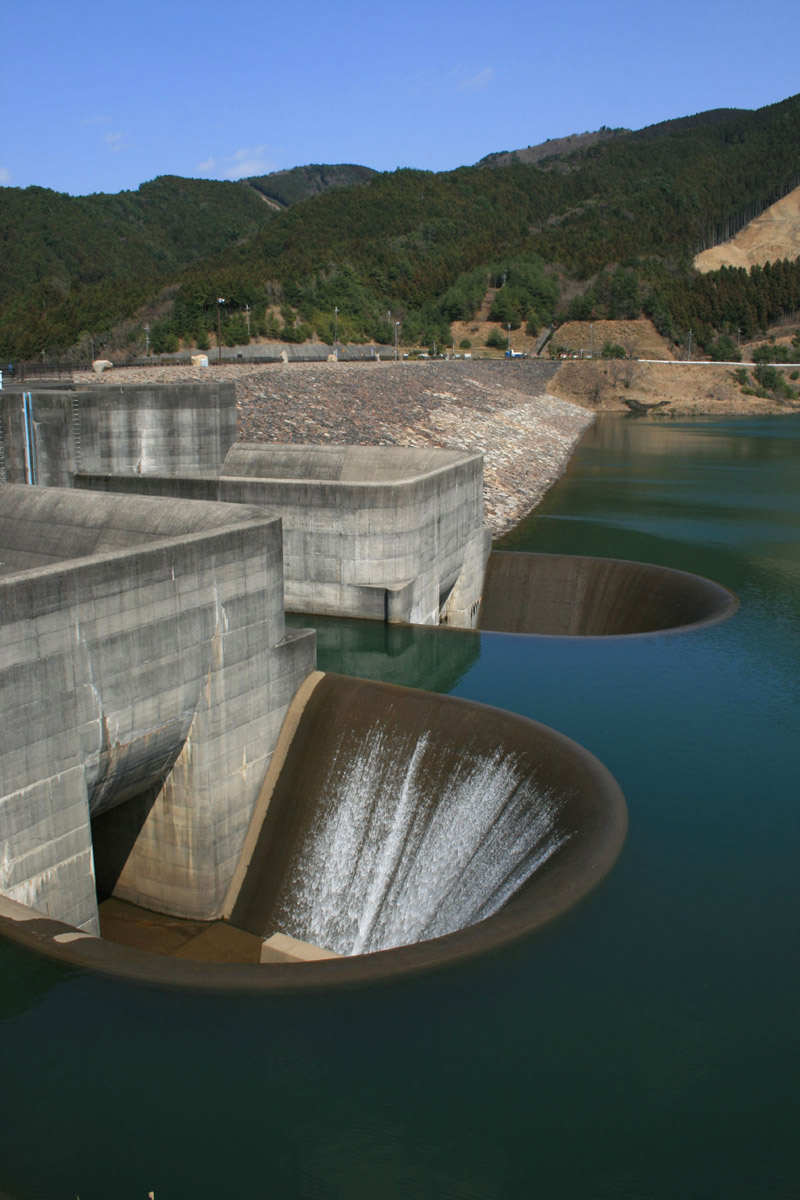
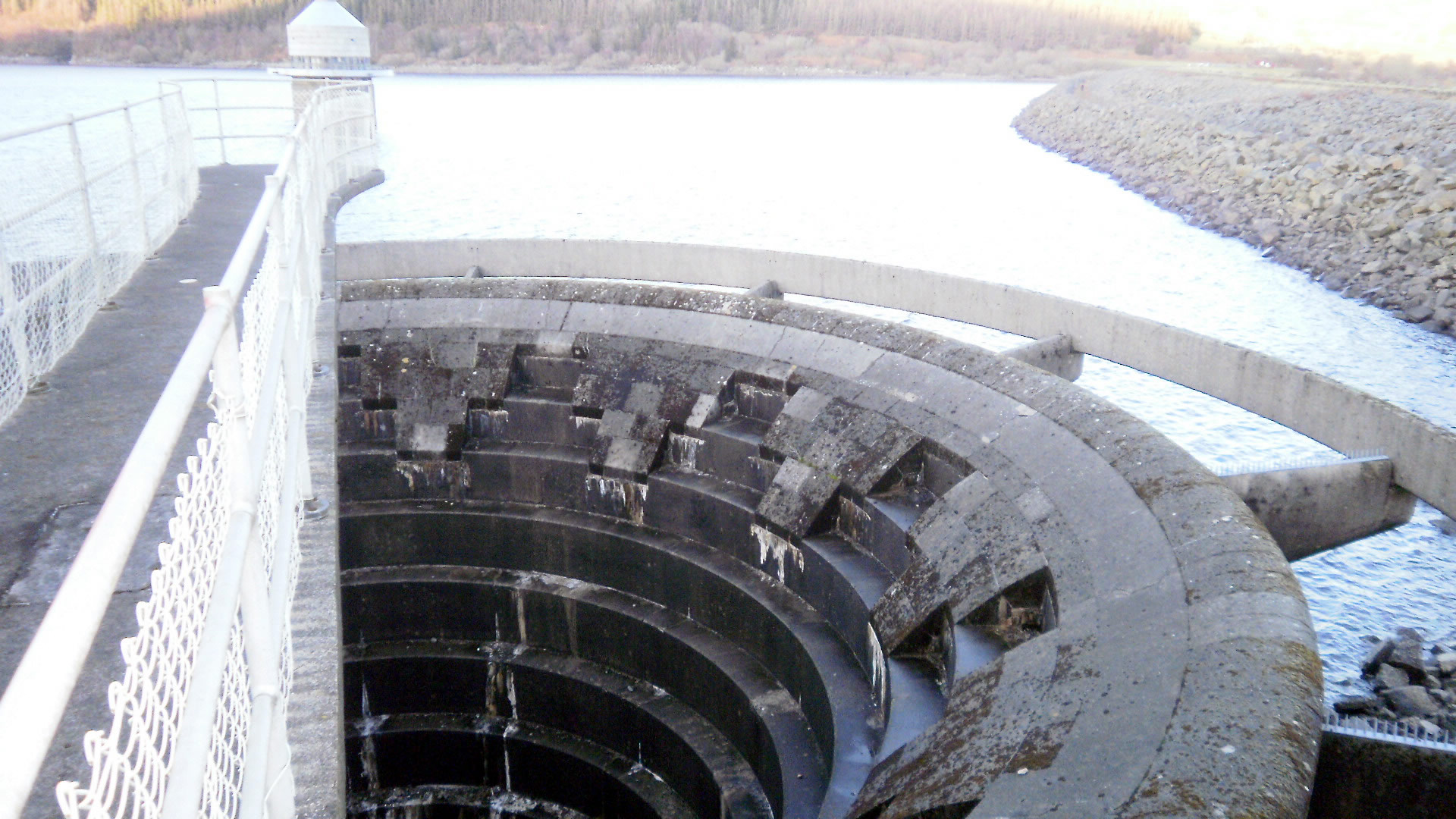